# Dusona montrealensis
Dusona montrealensis là một loài tò vò trong họ Ichneumonidae.